# Bahnstrecke Aschkelon–Be’er Scheva
| |                      | | |
| Streckenlänge: | 60 km                | | |
| Spurweite: | 1435 mm (Normalspur) | | |
| |                      | | |
| \| \| \| Sinai-Bahn von Lod \| \| \| \| 0,0 \| Aschkelon \| Aschkelon \| \| \| \| Militärbahn at-Tina–Küste von at-Tina \| \| \| \| \| Chelezbahn nach Qirjat Gat (nur Güterverkehr) \| \| \| \| \| Anschluss Kraftwerk Dorad \| \| \| \| \| al-Jiya \| \| \| \| \| Barbara \| \| \| \| \| Bayt Jirja \| \| \| \| \| \| \| \| \| \| Militärbahn at-Tina–Küste nach Al-Hudsch oder Beit Hanun (Bahn im Gazastreifen) und diese weiter nach Rafah (Sinai-Bahn) \| \| \| \| \| \| \| \| \| \| Nachal ʿOved (Wad al-ʿAbd) \| \| \| \| \| Militärbahn at-Tina–Küste nach Al-Hudsch \| \| \| \| \| Nachal Schiqmah (Wadi al-Ḥassi) \| \| \| \| \| Sderot \| \| \| \| \| Netivot \| \| \| \| \| Nachal Gerar \| \| \| \| \| Nachal Pattisch \| \| \| \| \| Ofaqim \| \| \| \| \| Nachal Pattisch \| \| \| \| \| Nachal Tifrach \| \| \| \| \| Nachal Tifrach \| \| \| \| \| Militärbahn Masʿūdiyya–Sinai \| \| \| \| \| Hauptlinie Naharija–Beʾer Scheva von Tel Aviv \| \| \| \| 60,073,0 \| Beʾer Scheva-Zafon/Universita \| Beʾer Scheva-Zafon/Universita \| \| \| 73,50,0 \| nach Dimona, Tzefa und Har Tzin \| nach Dimona, Tzefa und Har Tzin \| \| \| 2,5 \| Güterbahn von Ramat Chovav seit 2004 \| Güterbahn von Ramat Chovav seit 2004 \| \| \| 2,9 \| Beʾer Scheva Merkaz seit 2000 \| Beʾer Scheva Merkaz seit 2000 \| \| \| \| \| \| \| \| \| Militärbahn Masʿūdiyya–Sinai nach Masʿūdiyya, hier 1915–1918 \| \| \| \| \| \| \| |                      | | |
| Strecke |                      | Sinai-Bahn von Lod | Sinai-Bahn von Lod |
| Bahnhof | 0,0                  | Aschkelon | Aschkelon |
| Abzweig geradeaus und ehemals von links |                      | Militärbahn at-Tina–Küste von at-Tina                                                                                    | Militärbahn at-Tina–Küste von at-Tina                                                                                    |
| Abzweig geradeaus und nach links |                      | Chelezbahn nach Qirjat Gat (nur Güterverkehr)                                                                            | Chelezbahn nach Qirjat Gat (nur Güterverkehr)                                                                            |
| Abzweig ehemals geradeaus und nach rechts |                      | Anschluss Kraftwerk Dorad                                                                                                | Anschluss Kraftwerk Dorad                                                                                                |
| Haltepunkt / Haltestelle (Strecke außer Betrieb) |                      | al-Jiya | al-Jiya |
| Haltepunkt / Haltestelle (Strecke außer Betrieb) |                      | Barbara | Barbara |
| Haltepunkt / Haltestelle (Strecke außer Betrieb) |                      | Bayt Jirja | Bayt Jirja |
| |                      | | |
| Abzweig geradeaus und nach rechts (Strecke außer Betrieb) |                      | Militärbahn at-Tina–Küste nach Al-Hudsch oder Beit Hanun (Bahn im Gazastreifen) und diese weiter nach Rafah (Sinai-Bahn) | Militärbahn at-Tina–Küste nach Al-Hudsch oder Beit Hanun (Bahn im Gazastreifen) und diese weiter nach Rafah (Sinai-Bahn) |
| |                      | | |
| Brücke über Wasserlauf (Strecke außer Betrieb) |                      | Nachal ʿOved (Wad al-ʿAbd)                                                                                               | Nachal ʿOved (Wad al-ʿAbd)                                                                                               |
| Kreuzung (Strecken außer Betrieb) |                      | Militärbahn at-Tina–Küste nach Al-Hudsch                                                                                 | Militärbahn at-Tina–Küste nach Al-Hudsch                                                                                 |
| Brücke über Wasserlauf (Strecke außer Betrieb) |                      | Nachal Schiqmah (Wadi al-Ḥassi)                                                                                          | Nachal Schiqmah (Wadi al-Ḥassi)                                                                                          |
| Kopfbahnhof Strecke bis hier außer Betrieb |                      | Sderot | Sderot |
| Bahnhof |                      | Netivot | Netivot |
| Brücke über Wasserlauf |                      | Nachal Gerar | Nachal Gerar |
| Brücke über Wasserlauf |                      | Nachal Pattisch | Nachal Pattisch |
| Bahnhof |                      | Ofaqim | Ofaqim |
| Brücke über Wasserlauf |                      | Nachal Pattisch | Nachal Pattisch |
| Brücke über Wasserlauf |                      | Nachal Tifrach | Nachal Tifrach |
| Brücke über Wasserlauf |                      | Nachal Tifrach | Nachal Tifrach |
| Kreuzung (Querstrecke außer Betrieb) |                      | Militärbahn Masʿūdiyya–Sinai                                                                                             | Militärbahn Masʿūdiyya–Sinai                                                                                             |
| Abzweig geradeaus, nach links und von links |                      | Hauptlinie Naharija–Beʾer Scheva von Tel Aviv                                                                            | Hauptlinie Naharija–Beʾer Scheva von Tel Aviv                                                                            |
| Bahnhof | 60,073,0             | Beʾer Scheva-Zafon/Universita                                                                                            | Beʾer Scheva-Zafon/Universita                                                                                            |
| Abzweig geradeaus, nach links und von links | 73,50,0              | nach Dimona, Tzefa und Har Tzin                                                                                          | nach Dimona, Tzefa und Har Tzin                                                                                          |
| Abzweig geradeaus, nach links und ehemals von links | 2,5                  | Güterbahn von Ramat Chovav seit 2004                                                                                     | Güterbahn von Ramat Chovav seit 2004                                                                                     |
| Kopfbahnhof Strecke ab hier außer Betrieb | 2,9                  | Beʾer Scheva Merkaz seit 2000                                                                                            | Beʾer Scheva Merkaz seit 2000                                                                                            |
| |                      | | |
| Strecke (außer Betrieb) |                      | Militärbahn Masʿūdiyya–Sinai nach Masʿūdiyya, hier 1915–1918                                                             | Militärbahn Masʿūdiyya–Sinai nach Masʿūdiyya, hier 1915–1918                                                             |
| |                      | | |

Die Bahnstrecke Aschqelon–Beʾer Scheva (hebräisch מְסִלַּת אַשְׁקְלוֹן–בְּאֵר־שֶׁבַע Məsillat Aschqəlōn–Beʾer Scheva, Plene: מסילת …, auch מְסִלַּת הַנֶּגֶב הַמַּעֲרָבִית Məsillat ha-Negev ha-Maʿaravīt, deutsch ‚Westliche Negevbahn‘) ist eine 60 km lange Bahnstrecke der Rakkevet Israel (RI). Sie ist eine der beiden Strecken, die Aschqelon südlich der Stadt mit der Bahnstrecke Naharija–Beʾer Scheva verbinden.

## Geografische Lage
Die Strecke zweigt von der bestehenden Sinai-Bahn südlich Aschqelons und nördlich Jad Mordechais ab, kurz vor deren Übertritt in den Gazastreifen. Von dieser historischen Trasse, die nach Südwesten führt, biegt die Strecke in südlicher Richtung ab und verläuft nördlich von Sderot in Sichtweite (1.100 Meter) der Grünen Linie zwischen Israel und dem Gazastreifen. Weiter südlich folgen noch die Bahnhöfe Netivot und Ofakim. Dort biegt die Strecke nach Osten ab und stößt – ohne weiteren Bahnhof – nördlich von Beʾer Scheva auf die Strecke Naharija–Beʾer Scheva.

## Geschichte
Baubeginn war der 4. Juli 2010. Bereits vor Eröffnung der Strecke wurde aufgrund des Raketenbeschusses aus dem Gazastreifen 2012 überlegt, wie der Zugverkehr auf der Strecke in solchen Situationen geschützt werden kann. Unter anderem wurde eine dichte Bepflanzung oder ein Sichtschutzwall erwogen, so dass nicht gezielt auf Züge geschossen werden kann. Der erste Streckenabschnitt bis Netivot wurde im Februar 2015 eröffnet. Im September 2015 folgte die Eröffnung der Gesamtstrecke. Die Baukosten lagen bei 360 Mio. Euro. Der Personenverkehr auf der Strecke wurde im Januar 2016 aufgenommen.
Im Mai 2023 wurde der Zugverkehr auf der Strecke zwischen Netivot und Aschqelon wegen Beschusses aus dem Gazastreifen eingestellt. Mit ihrem Angriff auf Israel am Schabbat, dem 7. Oktober 2023, begann die Hamas den Krieg in Israel und Gaza, woraufhin der Betrieb auch nach Schabbatende auf dem an sich betriebenen südlichen Streckenabschnitt nicht wieder aufgenommen wurde. Im Zuge des Krieges kam es am Bahnhof Sderot zu Schäden durch Raketenangriffe. Am 7. März 2024 verkehrten wieder Züge zwischen Netivot und Beʾer Scheva im Zweistundentakt.
Als vorübergehende Maßnahme wurde der Bahnhof Sderot so umgebaut, dass er als Kopfbahnhof für Züge von und nach Beʾer Scheva betrieben werden kann. Damit wird das Befahren des nördlich dieses Bahnhofs und unmittelbar an der Grünen Linie zum Gaza-Streifen gelegenen Streckenabschnitts vermieden. Seit dem 18. März 2024 ist der Bahnhof Sderot so wieder von Süden an das Netz angebunden.

## Infrastruktur

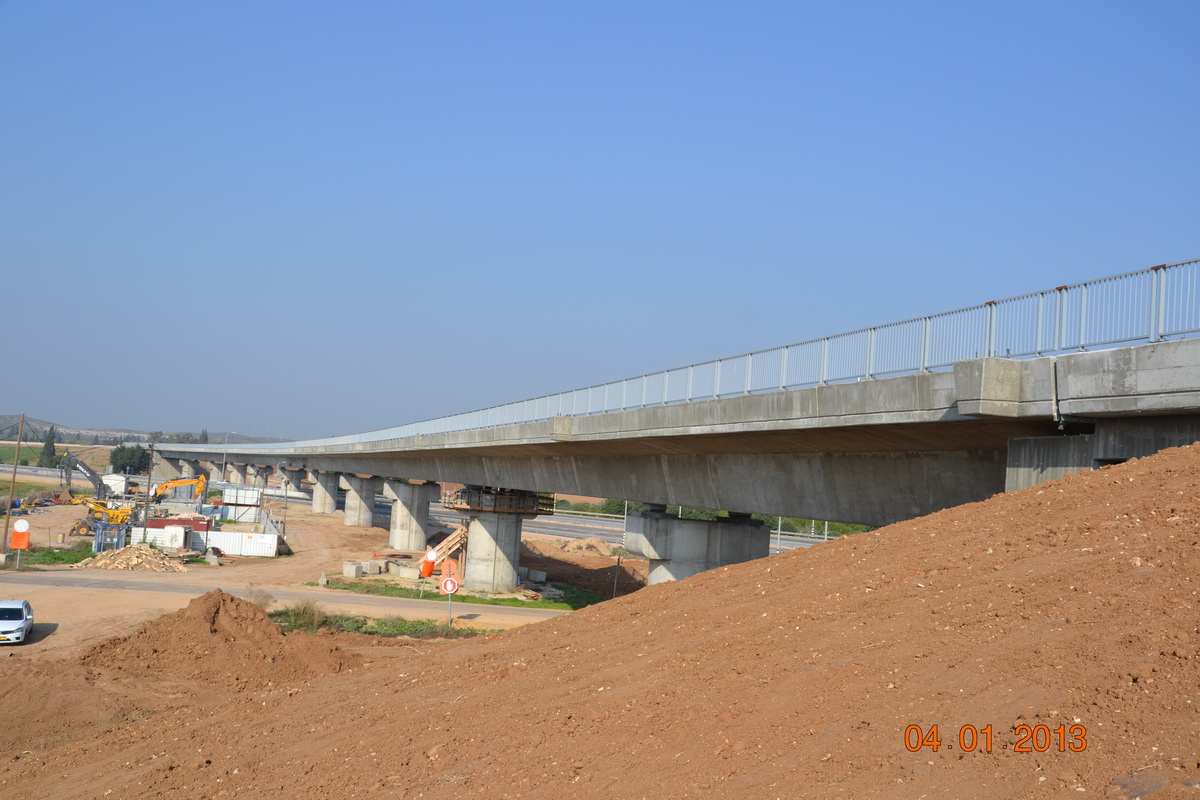
Gescher Moscheh Feder über Nachal Schiqmah und Nationalstraße Kvisch wie Lokalstraße Kvisch, 2013

Die Strecke hat zwischen Aschkelon und Beʾer Scheva drei Bahnhöfe. Die Reisezeit zwischen beiden Städten beträgt 45 Minuten. Die Strecke weist vier Brücken auf, um Straßen kreuzungsfrei zu überqueren, 14 weitere Brücken über Wadis. Die längste der Brücken, der Gescher Moscheh Feder, ist 450 m lang. Das Gleisplanum wurde für eine zweigleisige Strecke ausgeführt, auch wenn zunächst nur ein Gleis verlegt wurde.

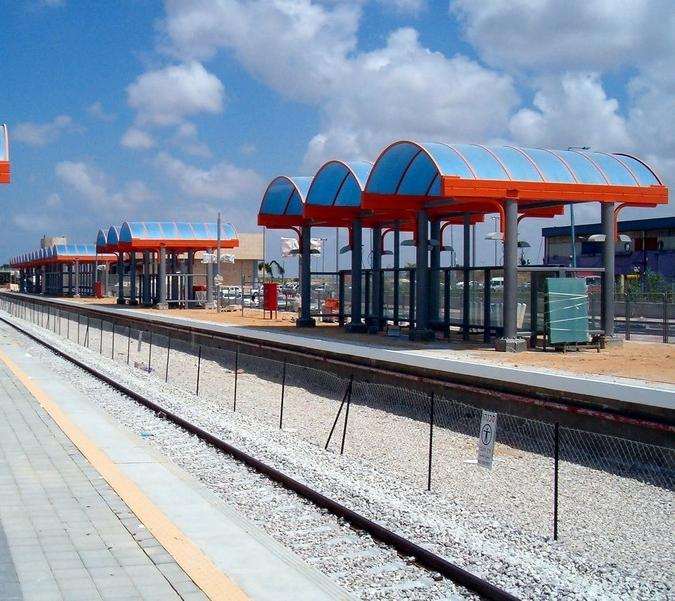
Bahnhof Aschqelon, 2005